# شلانگنباد
شلانگنباد (به آلمانی: Schlangenbad) یک منطقهٔ مسکونی در آلمان است که در راینگاو-تاونوس واقع شده‌است. شلانگنباد ۶٬۲۲۳ نفر جمعیت دارد.